# Gemensamma säkerhets- och försvarspolitiken
Den gemensamma säkerhets- och försvarspolitiken (GSFP), före den 1 december 2009 kallat den europeiska säkerhets- och försvarspolitiken (ESFP) (ESDP efter engelska European Security and Defence Policy), är ett politikområde inom Europeiska unionen (EU) som utgör en del av den gemensamma utrikes- och säkerhetspolitiken (Gusp). Terminologibytet från ESFP till GSFP skedde i samband med att Lissabonfördraget trädde i kraft. Motsvarande engelska förkortning är CSDP (Common Security and Defence Policy).
ESFP började ta konkret form i och med Amsterdamfördraget 1999, och är således en nyare skapelse än Gusp. Bakgrunden var krigen på västra Balkan under 1990-talet och den begränsade roll som EU kom att spela relativt Nato och USA på grund av avsaknad av konkret förmåga till krishantering och militära insatser.
ESFP består i grund och botten av två delar, en militär del, och en civil del som bland annat omfattar insatser med polisstyrkor och annat stöd till rättsväsenden. ESFP avser enbart insatser utanför EU, ej försvar av EU-länderna. Former för samarbete med Nato har utvecklats, och EU:s krishantering skall ske i överensstämmelse med FN-stadgan.
Organ för att hantera ESFP-frågor har utvecklats från och med början av 2000, efter inledande beslut på ett toppmöte i Helsingfors 1999. Dessa innefattar Kommittén för utrikes- och säkerhetspolitik (KUSP), Europeiska unionens militärkommitté (EUMC) och Europeiska unionens militärstab (EUMS). Senare har ESFP-organen utökats med en civilkommitté (CIVKOM), några organ som tidigare tillhörde Västeuropeiska unionen och Europeiska försvarsbyrån (EDA).
Den inledande ambitionsnivån för den militära delen av ESFP-insatser definierades i vid toppmötet i Helsingfors 1999, och senare i Nice, 2000. EU:s medlemsländer beslutade att EU från och med år 2003 inom 60 dagar skall kunna genomföra en militär insats omfattande styrkor om upp till 60 000 man och underhålla en sådan insats i upp till ett år. Denna målsättningen gavs beteckningen "Headline Goal". EU har inte någon permanent militär styrka under unionens flagg, utan skaffar sig de resurser som krävs för varje specifik insats. Alla länder i EU har själv fått anmäla ett bidrag, det vill säga hur mycket soldater, fartyg, flyg och så vidare som man kan bidra med. Detta är dock ej bindande i händelse av att en insats blir aktuell. Varje stat väljer själv om man vill delta i en operation.
År 2003 utökades ambitionen avseende ESFP-insatser, inte minst mot bakgrund av 11 september-attackerna år 2001. En ny omgång av Headline Goal fram till år 2010 antogs av medlemsländerna, och bland annat beslöts att inrätta snabbinsatsstyrkor i form av Europeiska unionens stridsgrupper (EUBG).
EU-länderna lägger tillsammans 40 procent av USA på försvarsutgifter, men har bara 15 procent av USA:s försvarskapacitet.